# Nikołaj Gorbunow

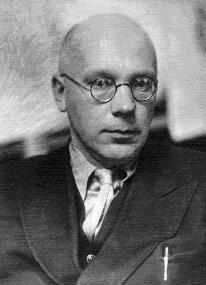

Nikołaj Pietrowicz Gorbunow (ros. Николай Петрович Горбунов, ur. 21 czerwca 1892 w mieście Krasnoje Sielo w guberni sankt-petersburskiej, zm. 7 września 1938) – radziecki chemik i polityk.

## Życiorys
W 1917 ukończył Piotrogrodzki Instytut Technologiczny, od maja do sierpnia 1917 kierował Biurem Informacyjnym WCIK, w sierpniu 1917 wstąpił do SDPRR(b). Od sierpnia do października 1917 członek KC Międzynarodowej Grupy SDPRR(b), od listopada 1917 do grudnia 1920 sekretarz Rady Komisarzy Ludowych RFSRR, 1918-1919 przewodniczący Kolegium Wydziału Naukowo-Badawczego Najwyższej Rady Gospodarki Narodowej RFSRR. Od lipca do września 1919 pełnomocnik Rady Wojskowo-Rewolucyjnej Republiki 13 Armii i 14 Armii, od września 1919 do 1920 szef Wydziału Politycznego 14 Armii, od 19 czerwca do 10 października 1920 członek Rady Wojskowo-Rewolucyjnej 14 Armii Frontu Południowo-Zachodniego. Od 15 sierpnia do 12 listopada 1920 członek Rady Wojskowo-Rewolucyjnej 13 Armii Frontu Południowo-Zachodniego, od 10 października do listopada 1920 członek Rady Wojskowo-Rewolucyjnej 1 Armii Konnej, od 11 grudnia 1920 do 17 lipca 1923 zarządzający sprawami Rady Komisarzy Ludowych i Rady Pracy i Obrony RFSRR, następnie od 17 lipca 1923 do 1928 zarządzający sprawami Rady Komisarzy Ludowych i Rady Pracy i Obrony ZSRR. Jednocześnie 1923-1929 rektor Moskiewskiej Wyższej Szkoły Technicznej im. Baumana, 1928-1932 przewodniczący Komisji Naukowej ds. Chemizacji Gospodarki Narodowej przy Państwowej Komisji Planowania przy Radzie Pracy i Obrony ZSRR, 1929-1930 zastępca prezydenta Wszechzwiązkowej Akademii Nauk Rolniczych im. Lenina, 1931-1934 członek Państwowej Komisji Planowania, 1931-1933 zastępca dyrektora Instytutu Chemicznego im. Karpowa, 1932-1935 kierował kompleksową ekspedycją Tadżycko-Pamirską przy Radzie Komisarzy Ludowych ZSRR, 1935-1938 sekretarz Akademii Nauk ZSRR. Był odznaczony Orderem Czerwonego Sztandaru.
19 lutego 1938 aresztowany, 7 września 1938 skazany na śmierć przez Wojskowe Kolegium Sądu Najwyższego ZSRR pod zarzutem szpiegostwa i rozstrzelany. 13 marca 1954 pośmiertnie zrehabilitowany.